# はたらくくるま/からだ元気?
「はたらくくるま/からだ元気?」（はたらくくるま、からだげんき?）はフジテレビの子供向けの番組『ひらけ!ポンキッキ』のオリジナルナンバーとして発表、1986年10月にキャニオン・レコードよりリリースされたシングル。規格品番は6G-0086。

## 解説

### はたらくくるま
はたらくくるまシリーズの第1弾。「はたらくくるま1」とも表記される。のこいのこが歌った。歌詞の内容は、車の紹介するもので歌詞は3番まであり、それぞれ4種類、全部で12種類の働く車が紹介されている。また、堀江美都子によるコロムビア版カバーも発売された。

#### 映像演出
映像はCGで赤いサイコロが転がり上のフタが開き車の映像が出てくる物。12種の紹介が終わると紹介した映像のサイコロが回って赤いサイコロの中に入って歌は終了となる。

#### 紹介される車
- 郵便車（提供：郵政省、ダイハツ工業）
- 清掃車（提供：東京都清掃事業（現：東京二十三区清掃一部事務組合）、いすゞ自動車）
- 救急車（提供：東京消防庁、トヨタ自動車）
- はしご消防車（提供：東京消防庁、イヴェコ）
- カーキャリア（提供：不明、日野自動車）
- パネルバン（提供：日本通運、日産ディーゼル（現：UDトラックス））
- レッカー車（提供：JAF、いすゞ自動車）
- タンクローリー（提供：日本石油（現：ENEOS）、日産ディーゼル（現：UDトラックス））
- フォークリフト（提供：日本通運、トヨタ自動車）
- ブルドーザー（提供：不明）
- ショベルカー（提供：不明）
- ダンプカー（提供：不明）

### からだ元気?
タイトル通り、体が元気か確認を楽しく歌って踊る曲で、しょうじけいすけとシャンティ・シャンティが作曲・編曲を手がけ熱唱。木の内もえみ版も存在する。振付は土居甫が担当した。

#### 紹介される部位
- 頭
- おでこ
- 眉毛
- 目（連続）
- 鼻
- 口（連続）
- 耳
- 頬
- 顔
- 顎
- 首
- 肩

- 背中
- お腹
- お尻
- 手（連続）
- 肘
- 胸
- 腋の下
- 腰
- 膝
- 踵
- 脛
- 爪先

## 収録曲
1. はたらくくるま（3:02）
  - 作詞：伊藤アキラ / 作曲・編曲：越部信義 / 唄：のこいのこ
2. からだ元気?（3:13）
  - 作詞：佐藤ありす / 作曲：しょうじけいすけ / 編曲：シャンティ・シャンティ / 振付：土居甫 / 唄：しょうじけいすけ、シャンティ・シャンティ

## 収録アルバム
- ひらけ!ポンキッキ のりもの&どうぶつ大全集（1993年2月19日、ポニーキャニオン）（1のみ）
- ポンキッキスーパーベスト2 はたらくくるま（1994年7月21日、ポニーキャニオン）
- 童謡集（1996年6月21日、日本コロムビア）（1のみ）
- のこいのこ大全（2006年6月21日、ビクターエンタテインメント）（1のみ）
- 決定盤!! ひらけ!ポンキッキ ベスト（2018年10月3日、ポニーキャニオン）
- ひらけ!ポンキッキ 50周年アニバーサリーベスト（2023年4月2日、ポニーキャニオン）（1のみ）

## カバー
はたらくくるま
- 堀江美都子、森の木児童合唱団（2017年7月19日 日本コロムビアから発売のCD「コロムビアキッズ　おうちでできる 音楽子育て♪ のりものソング 〜はたらくくるま〜」等に収録）[2]
- 神崎ゆう子（2002年1月23日 日本クラウンから発売のCD「どうよう乗り物図鑑 〜のりもののうた〜」に収録）
- 林原めぐみ（2007年4月21日 スターチャイルドから発売のCD「林原めぐみ たのしいどうよう」に収録）
- 森みゆき（2021年9月8日 キングレコードから発売のCD「のりもの・じかん・せいかつ ボリス はじめての覚えうた」に収録）[3]
- 出口たかし、なお & たっくん（2022年4月20日 日本コロムビアから発売のCD「コロムビアキッズ エブリバディ まいにちキッズソングス!」に収録）

バンダイで発売されたVHS「のりもの探検隊 のりもののうた」では、中尾隆聖と佐久間レイが歌っている。

## 収録ゲーム
- カラオケスタジオ（ファミリーコンピュータ）